# バーバラ・モンク
バーバラ・モンク・フェルドマン（Barbara Monk Feldman）は、カナダ出身の作曲家。
モートン・フェルドマンの妻として知られている。

## 経歴
ケベック州生まれ、カナダ出身の作曲家バーバラ・モンク・フェルドマンは、モントリオール市のマギル大学でベングト・ハンブレウスに音楽を学び、バッファローのニューヨーク州立大学でモートン・フェルドマンに師事し、修了した。
1987年にモートン・フェルドマンと結婚。1988年から1994年にかけて、ダルムシュタット夏季音楽学校、ベルリン芸術大学をはじめ、アメリカ、カナダの多くの大学で客員講師、コース助手を務める。
彼女の論文「音楽と画面（Music and the Picture Plane）」（Contemporary Music Review, 1998）は注目を集め、彼女の作品は、ベルリンのInventionen、ミドルブルグのNieuwe Muziek、サンフランシスコのOther Minds Music Festival、トロント・ニューミュージック、東京のRotonda、ベルリン市のInsel Muiskなどヨーロッパ、日本、北アメリカ各地のフェスティバルで取り上げられ、演奏されている。
彼女の作品は、Arditti Quartett、Roger Heaton、Yvar Mikhashoff、Ursula Oppens、Frederic Rzewski、高橋アキ、Steven Schick、Robyn Schulkowsky、Jan Williamsによって演奏されてきた。
彼女の作品の録音は、BBC（ロンドン）、BRT（ブリュッセル）、CBC（モントレル）、HR（フランクフルト）、WDR（ケルン）で行われている。